# Foliomolgus
Foliomolgus is een geslacht van eenoogkreeftjes uit de familie van de Clausidiidae. 
De wetenschappelijke naam van het geslacht is voor het eerst geldig gepubliceerd in 2001 door Kim I.H..

## Soorten
- Foliomolgus cucullus Kim I.H., 2001